# Raisa Mament'eva
Raisa Vladimirovna Mament'eva (in russo Раиса Владимировна Маментьева?; Mosca, 5 marzo 1927 – Mosca, 2 dicembre 2001) è stata una cestista sovietica.

## Carriera
Con l'Unione Sovietica ha disputato quattro edizioni dei Campionati europei (1950, 1952, 1954, 1956).